# Gymnochila vestita
Gymnochila vestita is een keversoort uit de familie schorsknaagkevers (Trogossitidae). De wetenschappelijke naam van de soort werd in 1832 gepubliceerd door Griffith.